# Ove Andersen
Ove Andersen, född 2 augusti 1899 i Kymmene, död 13 januari 1967 i Lahtis, var en finländsk friidrottare.
Andersen blev olympisk bronsmedaljör på 3 000 meter hinder vid sommarspelen 1928 i Amsterdam.